# Belba unicornis
Belba unicornis är en kvalsterart som beskrevs av Enami 1994. Belba unicornis ingår i släktet Belba och familjen Damaeidae. Inga underarter finns listade.